# Китур, Самсон
Самсон Китур — кенийский легкоатлет, бегун на короткие дистанции, специализировался в беге на 400 метров. Бронзовый призёр олимпийских игр 1992 года. На чемпионате мира 1993 года выиграл бронзовую медаль на дистанции 400 метров и занял 2-е место в эстафете 4×400 метров. Двукратный чемпион Всеафриканских игр в 1991 и 1995 годах.
Личный рекорд в беге на 400 метров — 44,18/ Этот результат и по сей день является национальным рекордом.

## Семья
Его родные братья Саймон Китур и Дэвид Китур также легкоатлеты.